# Championnat de France des rallyes 2024
Navigation
Championnat 2023 Championnat 2025
Le Championnat de France des rallyes 2024, 58e édition organisée par la Fédération Française du Sport Automobile, se dispute du 14 mars au 24 novembre 2024 sur deux championnats répartis entre 9 épreuves « asphalte » et 6 épreuves « terre ».

## Épreuves

### Asphalte
| Manche | Date            | Rallye                            | Vainqueur      | Copilote            | Voiture                   |
| ------ | --------------- | --------------------------------- | -------------- | ------------------- | ------------------------- |
| 1      | 14-16 mars      | Rallye du Touquet-Pas-de-Calais   | Léo Rossel     | Guillaume Mercoiret | Citroën C3 Rally2 (en)    |
| 2      | 18-20 avril     | Rallye Rhône-Charbonnières        | Yoann Bonato   | Benjamin Boulloud   | Citroën C3 Rally2         |
| 3      | 09-11 mai       | Rallye Antibes Côte d'Azur        | Éric Camilli   | Thibault de la Haye | Hyundai i20 N Rally2 (en) |
| 4      | 14-16 juin      | Rallye Vosges - Grand-Est         | Léo Rossel     | Guillaume Mercoiret | Citroën C3 Rally2         |
| 5      | 04-06 juillet   | Rallye Aveyron Rouergue Occitanie | Éric Camilli   | Thibault de la Haye | Hyundai i20 N Rally2      |
| 6      | 05-07 septembre | Rallye Mont-Blanc Morzine         | Sébastien Loeb | Laurène Godey       | Alpine A110 Rally GT+     |
| 7      | 27-29 septembre | Rallye Cœur de France             | Léo Rossel     | Guillaume Mercoiret | Citroën C3 Rally2         |
| 8      | 24-26 octobre   | Critérium des Cévennes            | Léo Rossel     | Guillaume Mercoiret | Citroën C3 Rally2         |
| 9      | 21-24 novembre  | Rallye du Var                     | Yoann Bonato   | Benjamin Boulloud   | Citroën C3 Rally2         |

### Terre
| Manche | Date                | Rallye                                                | Vainqueur           | Copilote            | Voiture                   |
| ------ | ------------------- | ----------------------------------------------------- | ------------------- | ------------------- | ------------------------- |
| 1      | 4-5 avril           | Rallye Terre des Causses                              | Florent Todeschini  | Florian Barral      | Citroën C3 Rally2         |
| 2      | 3-5 mai             | Rallye Castine Terre d'Occitanie                      | Matthieu Margaillan | Mathilde Margaillan | Škoda Fabia RS Rally2     |
| 3      | 23-25 mai           | Rallye Terre d'Aleria - Aleria Historic Rally - Corse | Matthieu Margaillan | Mathilde Margaillan | Škoda Fabia RS Rally2     |
| 4      | 30 août/1 septembre | Rallye Terre de Lozère                                | Matthieu Margaillan | Mathilde Margaillan | Škoda Fabia RS Rally2     |
| 5      | 4-6 octobre         | Rallye Terre des Cardabelles Millau - Aveyron         | Matthieu Margaillan | Mathilde Margaillan | Škoda Fabia RS Rally2     |
| 6      | 8-10 novembre       | Rallye Terre de Vaucluse                              | Laurent Pellier     | Kévin Bronner       | Hyundai i20 N Rally2 (en) |

## Championnat asphalte

### Attribution des points
Les points sont attribués aux 10 premiers équipages classés inscrits au championnat de France. Tous les équipages classés inscrivent 3 points bonus supplémentaires. Huit résultats sont retenus en fin de saison (sur neuf épreuves).
| Position | 1er | 2e | 3e | 4e | 5e | 6e | 7e | 8e | 9e | 10e |
| Points   | 20  | 15 | 12 | 10 | 8  | 6  | 4  | 3  | 2  | 1   |

### Classement des pilotes
| Pos.     | Pilotes           | TOU | CHA | ANT | VOS | ROU | MBL | CDF | CEV | VAR | Points |
| -------- | ----------------- | --- | --- | --- | --- | --- | --- | --- | --- | --- | ------ |
| 1        | Léo Rossel        | 1   | Ab. | 4   | 1   | Ab. | 1   | 1   | 1   | 2   | 136    |
| 2        | Yoann Bonato      | 2   | 1   | 2   | Ab. |     | 2   | 2   | 2   | 1   | 128,5  |
| 3        | Éric Camilli      | Ab. | 2   | 1   | Ab. | 1   | 45  | 3   | 3   | 3   | 106    |
| 4        | Hugo Margaillan   | 6   | 3   | 5   | 2   |     |     |     |     | 34  | 56     |
| 5        | Sarah Rumeau      | 18  | 12  | 8   | 8   | 5   | 24  | 6   | 6   | 8   | 53     |
| 6        | Lucas Darmezin    |     |     | 20  | 5   | 14  | 5   | 4   | 4   | 23  | 52     |
| 7        | Anthony Fotia     | 4   | 33  | 3   | Ab. | Ab. | 7   |     |     | 4   | 51     |
| 8        | Quentin Gilbert   | 12  | Ab. |     | 3   | 4   | 3   |     |     |     | 46     |
| 9        | J-B Franceschi    | 5   | 6   | 6   | 9   | 7   | 9   | Ab. |     |     | 46     |
| 10       | Cédric Robert     | 10  | Ab. | Ab. | 6   | 6   | 18  | 7   | 8   | 9   | 41,5   |
| 12       | Patrick Rouillard | 17  | 7   | 7   | 7   | Ab. | Ab. |     | 7   | 10  | 33     |
| 19       | Éric Mauffrey     | 13  | 10  |     |     | 8   | 22  | 11  | Ab. | Ab. | 19     |
| Sources, |                   |     |     |     |     |     |     |     |     |     |        |

## Championnat terre

### Classement des pilotes
| Classement | Pilote                | Points            |
| 1          | Matthieu Margaillan   | 110 (4 victoires) |
| 2          | Laurent Pellier       | 110 (1 victoire)  |
| 3          | Emmanuel Gascou       | 57                |
| 4          | Florent Todeschini    | 43                |
| 5          | Pierre Ragues         | 43                |
| 6          | Sarah Rumeau          | 38                |
| 7          | Benjamin Clémençon    | 31                |
| 8          | Jean-Sébastien Vigion | 26                |

Sources,

## Médiatisation
Canal+ Sport 360 propose en prime time, pour les neuf manches asphalte, un résumé de 52 minutes dans une émission intitulée « Rallye Club ».